# Eragrostis cilianensis
Eragrostis cilianensis é uma espécie de planta com flor pertencente à família Poaceae. 
A autoridade científica da espécie é (All.) F.T.Hubb., tendo sido publicada em Philippine Journal of Science 8(3): 159–161. 1913.
O seu nome comum é milhã-brava.

## Portugal
Trata-se de uma espécie presente no território português, nomeadamente em Portugal Continental, no Arquipélago dos Açores e no Arquipélago da Madeira.
Em termos de naturalidade é nativa de Portugal Continental e introduzida nos Arquipélago dos Açores e da Madeira.

## Protecção
Não se encontra protegida por legislação portuguesa ou da Comunidade Europeia.